# Cerosterna
Cerosterna es un género de escarabajos longicornios de la subfamilia Lamiinae. El nombre comúnmente se escribe incorrectamente como Celosterna, una enmienda injustificada de la ortografía original, no válida bajo el Código Internacional de Nomenclatura Zoológica, según el artículo 33.3.1.

## Especies
- Cerosterna fabricii Thomson, 1865
- Cerosterna fasciculata Aurivillius, 1924
- Cerosterna javana White, 1858
- Cerosterna luteopubens (Pic, 1925)
- Cerosterna perakensis Breuning, 1976
- Cerosterna pollinosa Buquet, 1859
- Cerosterna pulchellator (Westwood, 1837)
- Cerosterna ritsemai Heller, 1907
- Cerosterna rouyeri Ritsema, 1906
- Cerosterna scabrator (Fabricius, 1781)
- Cerosterna stolzi Ritsema, 1911
- Cerosterna variegata (Aurivillius, 1911)